# Express Bydgoski
Express Bydgoski är en av de största dagstidningarna i Bydgoszcz i Polen. Den har getts ut sedan 1990.